# Списък на реките в Молдова
А — Б — В — Г — Д —
Е — Ж — З — И — Й —
К — Л — М — Н — О —
П — Р — С — Т — У —
Ф — Х — Ц — Ч — Ш —
Щ — Ю — Я

### Б
- Бик (155 км)
- Ботна (152 км)

### Д
- Днестър

### И
- Икел (101 км)

### К
- Кагул (39 км)
- Когилник (200 км)
- Кодима (149 км)
- Кучурган (119 км)

### Л
- Ларга

### П
- Прут

### Р
- Реут (286 км)

### Т
- Турунчук

### Х
- Хаджидер (94 км)

### Ч
- Чага (120 км)
- Чугор

### Я
- Ялпуг (140 км)